# Washington County (Wisconsin)
 Der er flere lokaliteter med dette navn, se Washington County.
Washington County er et county beliggende i den syd-østlige del af den amerikanske delstat Wisconsin. Hovedbyen er West Bend, og i år 2010 131.887 indbyggere. Det er opkaldt efter USA's 1. præsident George Washington.

## Geografi
Ifølge United States Census Bureau er Washingtons totale areal på 1.129 km², hvoraf de 13 km² er vand. 

### Grænsende counties
- Fond du Lac County - nordvest
- Sheboygan County - nordøst
- Ozaukee County - øst
- Milwaukee County - sydøst
- Waukesha County - syd
- Dodge County - vest